# Bombus frigidus
Bombus frigidus (saknar svenskt namn) är en insekt i överfamiljen bin (Apoidea) och släktet humlor (Bombus) som sällsynt finns i Kanada och USA. 

## Beskrivning
Huvudet är kort, svart, ofta med inblandning av gula hår och med en relativt kort tunga. Mellankroppen är gul med ett svart, fyrkantigt fält mellan vingfästena. Av bakkroppens fyra främre tergiter är de två till tre främsta gula, följda av ett till två svarta segment. De sista bakkroppssegmenten är orange.

## Ekologi
Bombus frigidus är känd för att vara en av de åtminstone två humlearter (den andra är Bombus bifarius) som har en mekanism mot inavel: Studier har visat, att drottningar och hanar från samma koloni känner igen varandra och vanligen undviker att para sig med varandra.
I likhet med många andra humlor är hanarna så kallade patrullerare, som flyger längs en bestämd bana, där de avsätter feromoner på objekt längs vägen för att locka till sig parningsvilliga ungdrottningar.
Arten lever i tajga, tundraområden och bergsängar, företrädesvis på högre höjd. 
Den är av betydelse för pollineringen av örter ur blåbärssläktet, men besöker ett flertal blommande växter, som dunörtsväxter (mjölkearter, dunörtssläktet ), ärtväxter (lupiner, klöver, buskväpplingar), näveväxter (nävor), kaprifolväxter (snöbär), korgblommiga växter (maskrosor, röllikor och tistlar) strävbladiga växter (fjärvor), rosväxter (fingerörter), videväxter (videsläktet) samt ljungväxter (odonsläktet).

## Utbredning
Bombus frigidus förekommer, främst i bergsområden, från Alaska och Kanada till kanadensiska östkusten, och från västra Kanada över Washington och Klippiga bergen söderut till Oregon och Colorado.
Arten är sällsynt i USA, men populationen är stabil, och Internationella naturvårdsunionen (IUCN) klassificerar den därför som livskraftig (LC). IUCN konstaterar dock att den som alla höghöjdsarter är känslig för klimatförändringarna.